# Horst-Link

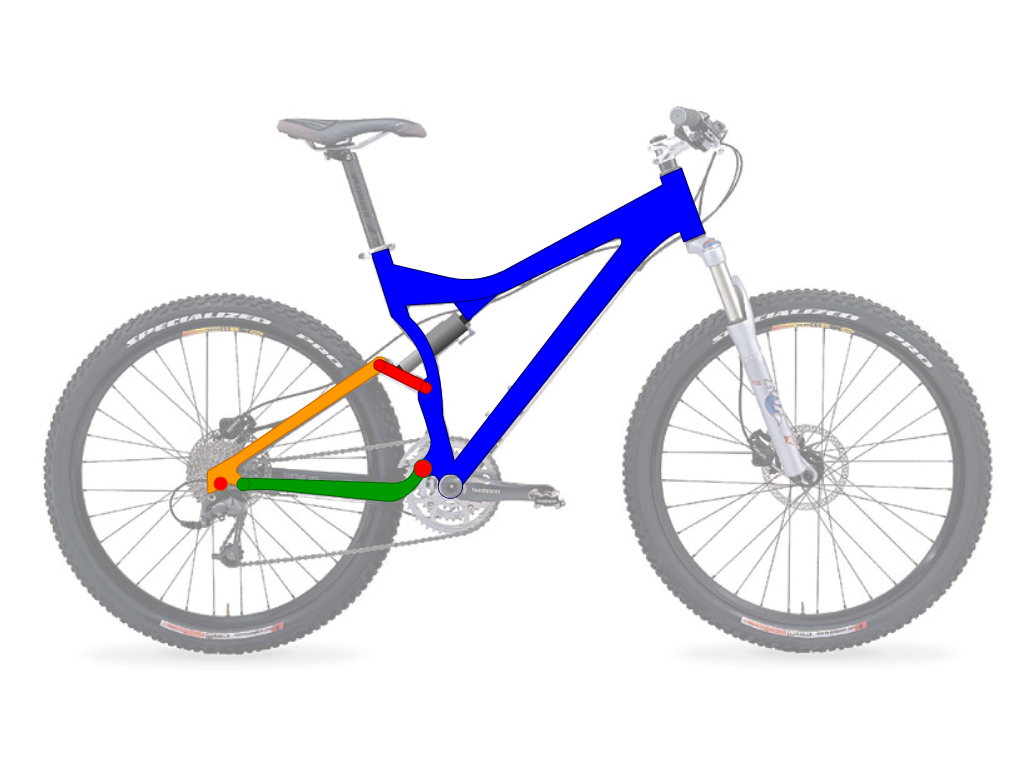
Viergelenk-Hinterbau mit Horst-Link (Gelenk zwischen grüner und orangefarbener Strebe)

Unter dem Horst-Link versteht man ein von Horst Leitner (* 1942) (AMP-Bicycles) entwickeltes Gelenk an vollgefederten Mountainbikes.

## Konstruktion
Dieses Gelenk (Technik) liegt knapp vor oder unter der Hinterradnabe in der Kettenstrebe und ist Grundlage für den klassischen Viergelenk-Hinterbau. Das Hinterrad, bzw. die Hinterachse beschreibt beim Einfedern keine Drehbewegung um den unteren Anbindungspunkt (wie beim Eingelenker), sondern federt mit einer nahezu geradlinigen Bewegung ein.

## Zweck
Der Horst-Link wirkt der sonst üblichen Verkürzung des Radstandes beim Einfedern entgegen, da das Hinterrad nicht in einem Kreisbogen, sondern annähernd linear einfedert. Auch kann so ein größerer Federweg realisiert werden, ohne dass das Hinterrad das Sattelrohr berührt. Die Kona Bicycle Company erklärt auf ihrer Webpräsenz dazu: „Ein Horst-Link soll die Radspur anpassen, indem das Ausfallende-Gelenk an den Kettenstreben platziert wird, vor und hinter dem hinteren Ausfallende. Diese Anordnung soll dem Rad Raum geben, etwas höher gefedert zu werden.“

## Patentschutz
Der Horst-Link wurde von Horst Leitner für AMP Research entwickelt und 1994 bzw. 1996 zum Patent angemeldet. Die Firma Specialized erwarb Leitners Patente und entwickelte auf deren Grundlage die FSR-Hinterbauten. Einige Hersteller, beispielsweise Norco Bicycles, erwarben Lizenzen zur Nutzung des Patents. Einige europäische Hersteller wie Cube und Scott nutzten ein ähnliches System, durften dieses aber nicht in die USA exportieren, bis 2013 der Patentschutz auslief.